# Belianís de Grecia

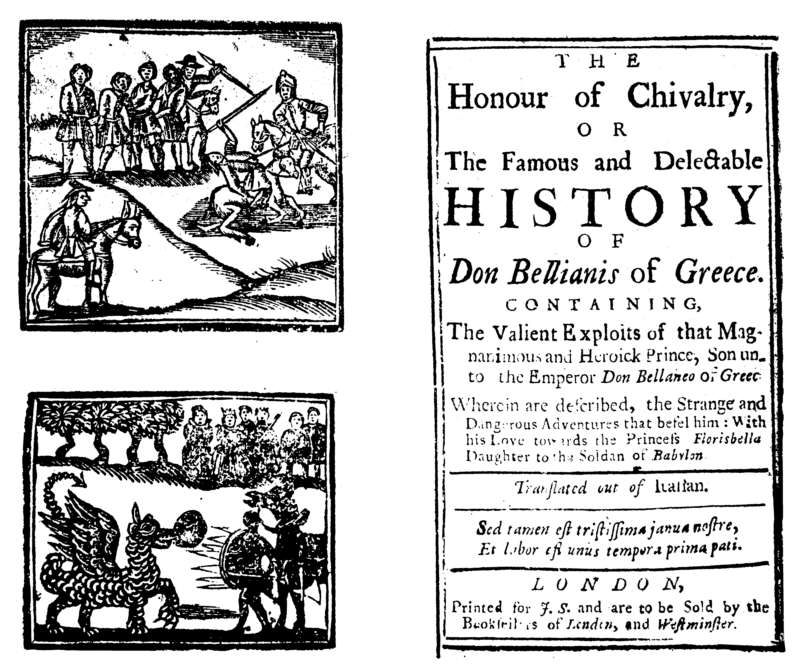
Primera traducción al inglés del Belianís bajo el título The Honour of Chivalry en 1598.

Belianís de Grecia, o más exactamente la Hystoria del magnánimo, valiente e inuencible cauallero don Belianís de Grecia, es un libro de caballerías español, escrito por el burgalés Jerónimo Fernández, abogado de la corte del emperador Carlos V. Su primera y segunda parte se publicaron por primera vez en Sevilla en 1545, siendo reimpresas en Burgos, por Martín Muñoz, en 1547, y versan sobre la vida del príncipe Don Belianís de Grecia, ficticio hijo primogénito del Emperador Belanio de Grecia y de la Emperatriz Clarinda.

## Argumento
En la obra se refieren pormenorizadamente las portentosas hazañas caballerescas de Don Belianís y sus amores con la princesa Florisbella, hija del soldán de Babilonia, a la que también pretendía el príncipe Perianeo de Persia. Este era protegido del sabio Fristón, encantador que habitaba en la Selva de la Muerte, mientras que Belianís recibía la protección de otra maga, la sabia Belonia. Belianís es heredero del imperio griego; hijo primogénito del emperador don Belanio de Grecia, debe hacerse un nombre para considerarse digno de sucederlo y sus aventuras caballerescas y vivencias amorosas se desarrollan tanto en Occidente como en Oriente, donde queda prendado de la dicha princesa Florisbella, Tras multitud de hazañas y aventuras, complementadas también por las vividas por sus hermanos, amigos y compañeros, don Belianís alcanza por fin la fama como caballero y el amor de la hermosa Florisbella, pero, antes de que la boda pueda celebrarse, un carro encantado secuestra a las protagonistas femeninas del relato, comenzando así una nueva aventura cuya resolución se 
anuncia para la siguiente entrega de la novela.

## Ediciones y continuaciones españolas, portuguesas e inglesas
El libro del licenciado Fernández fue uno de los más populares del género caballeresco. Su primera y segunda parte fueron reimpresas en Burgos (1547 y 1587), Estella (1564) y Zaragoza (1580). Tuvo además un connotado admirador en Carlos V, a cuyo interés en él se atribuye el hecho de que su autor haya iniciado una continuación, que por su fallecimiento fue concluida por su hermano Andrés Fernández. Existe edición moderna de Lilia E. Ferrario de Orduna (Kassel, Reichenberger, 1997, 2 vols.).
La tercera y cuarta parte de Belianís de Grecia (Tercera y quarta parte del invencible príncipe don Belianís de Grecia, en que se cuenta la libertad de las princessas que de Babylonia fueron llevadas, Burgos, taller de Pedro de Santillana, 1579) no lograron alcanzar el éxito que tuvieron las dos primeras y, aunque llegaron a reimprimirse, no se conserva ningún ejemplar de esta reimpresión.
Una quinta parte, escrita por Pedro Guiral de Verrio para referir los hechos de don Belflorán, hijo de Don Belianís y Florisbella, permaneció inédita, pero de ella hay ejemplares manuscritos en las Bibliotecas Nacionales de Madrid y Viena.
Existe otra quinta parte en portugués, escrita por Francisco de Portugal, que quedó inédita, y en la cual se relatan las aventuras de don Belflorán y otros caballeros, y los amores de Belflorán con la princesa Belianisa.El manuscrito se conserva en la Torre do Tombo en Lisboa.
Las dos primeras partes del Belianís original fueron traducidas al italiano por Oratio Rinaldi y publicadas en 1586-1587. Los  capítulos iniciales de la primera parte del Belianís fueron traducidos al francés por el Caballero de Beuil y publicados en 1625, pero aunque se había anunciado que la serie constaría de cuatro volúmenes, los tres restantes nunca aparecieron.  
La primera parte del Belianís original fue traducida del italiano al inglés y publicada en Londres en 1598, con el título Honour of chivalry (Honor de caballería). Esta versión inicialmente no tuvo mucho éxito, ya que no fue reimpresa sino hasta 1650; pero en 1664 se publicó una segunda parte, enteramente original, que constituye el único caso de una continuación inglesa de un libro de caballerías español. Esta segunda parte, cuyo autor se identifica únicamente con las iniciales J. S., se reimprimió en 1671 y al año siguiente se le añadió una tercera parte, también enteramente original y al parecer obra del mismo J. S. En 1673 se reimprimió la primera parte y en 1703 se reimprimieron las tres partes en una sola edición.

## Belianís de Greciay Don Quijote
Belianís de Grecia fue uno de los libros favoritos de Don Quijote de la Mancha, que atribuyó a la enemistad del sabio Fristón la desaparición de su biblioteca (I, 7). Cervantes, quien conocía bien la obra, se burló reiteradamente en el Quijote de las infinitas heridas que el protagonista daba y recibía, y sugirió una serie de reformas para mejorar la obra.
El ingenioso hidalgo «...alababa en su autor acabar aquel libro con la promesa de aquella inacabable aventura, y muchas veces le vino deseo de tomar la pluma y dalle fin al pie de la letra como allí se promete» (Don Quijote, I, 1). Debido a este y otros pasajes del Quijote, se ha sugerido la posibilidad de que Cervantes haya pensado en escribir o haya comenzado una continuación de Belianís de Grecia, ya fuese una nueva de los libros I–II, subsanando las deficiencias que encontraba en los libros III–IV, o un libro V.